# نهر عمروس
نهر عَمْرُوس هو نهر صغير في إسبانيا يصب في نهر الأغو الذي يصب بدوره في نهر تاجة. يجري نهر عمروس في الشمال من مقاطعة قصرش.